# Corona del Regno di Polonia

Stemma della Corona di Polonia, nell'unione della Confederazione polacco-lituana (aquila reale di Alessandro I Jagellone)

La Corona del Regno di Polonia, o in modo informale Corona (in polacco: Korona) è il nome arcaico, utilizzato ai tempi del Regno di Polonia e fino alla fine della Confederazione polacco-lituana nel 1795, del territorio sotto amministrazione diretta polacca, in modo da distinguerlo dai territori federati del Granducato di Lituania o dai territori vassalli come il Ducato di Prussia o il Ducato di Curlandia, che avevano diversi livelli di autonomia.
Prima dell'Unione di Lublino del 1569, i territori della Corona erano i territori della Polonia, abitati dai polacchi e sotto amministrazione polacca. Dopo l'Unione di Lublino, tuttavia, gran parte dell'attuale Ucraina (che aveva una scarsissima popolazione polacca), che era stata fino ad allora controllata dalla Lituania, passò sotto amministrazione polacca, divenendo uno dei territori della Corona.
Uno dei modi con cui venivano definiti i polacchi all'epoca era koroniarz (plurale: koroniarze), derivato dal termine Korona.

## Voivodati della Corona
La Corona era divisa in due province: la Piccola Polonia (in polacco: Małopolska) e la Grande Polonia (Wielkopolska) che erano ulteriormente divise in unità amministrative dette voivodati.

### Voivodati della Grande Polonia
- Voivodato di Poznań (województwo poznańskie, Poznań)
- Voivodato di Kalisz (województwo kaliskie, Kalisz)
- Voivodato di Gniezno (województwo gnieźnieńskie, Gniezno) dal 1768
- Voivodato di Sieradz (województwo sieradzkie, Sieradz)
- Voivodato di Łęczyca (województwo łęczyckie, Łęczyca)
- Voivodato di Brześć Kujawski (województwo brzesko-kujawskie, Brześć Kujawski)
- Voivodato di Inowrocław (województwo inowrocławskie, Inowrocław)
- Voivodato di Chełmno (województwo chełmińskie, Chełmno)
- Voivodato di Malbork (województwo malborskie, Malbork)
- Voivodato della Pomerania (województwo pomorskie, Danzica)
- Ducato di Varmia (Księstwo Warmińskie, Lidzbark Warmiński)
- Ducato di Prussia (Księstwo Pruskie, Lidzbark Warmiński)
- Voivodato di Płock (województwo płockie, Płock)
- Voivodato di Rawa (województwo rawskie, Rawa Mazowiecka)
- Voivodato della Masovia (województwo mazowieckie, Varsavia)

### Voivodati della Piccola Polonia
- Voivodato di Cracovia (województwo krakowskie, Cracovia)
- Voivodato di Sandomierz (województwo sandomierskie, Sandomierz)
- Voivodato di Lublino (województwo lubelskie, Lublino)
- Voivodato della Podlachia (województwo podlaskie, Drohiczyn)
- Voivodato di Rutenia (województwo ruskie, Leopoli)
- Voivodato di Bełz (województwo bełzkie, Bełz)
- Voivodato di Volinia (województwo wołyńskie, Łuck)
- Voivodato di Podolia (województwo podolskie, Kamieniec Podolski)
- Voivodato di Bracław (województwo bracławskie, Bracław)
- Voivodato di Kijów (województwo kijowskie, Kijów)
- Voivodato di Czernihów (województwo czernichowskie, Czernihów)

## Voci correlate

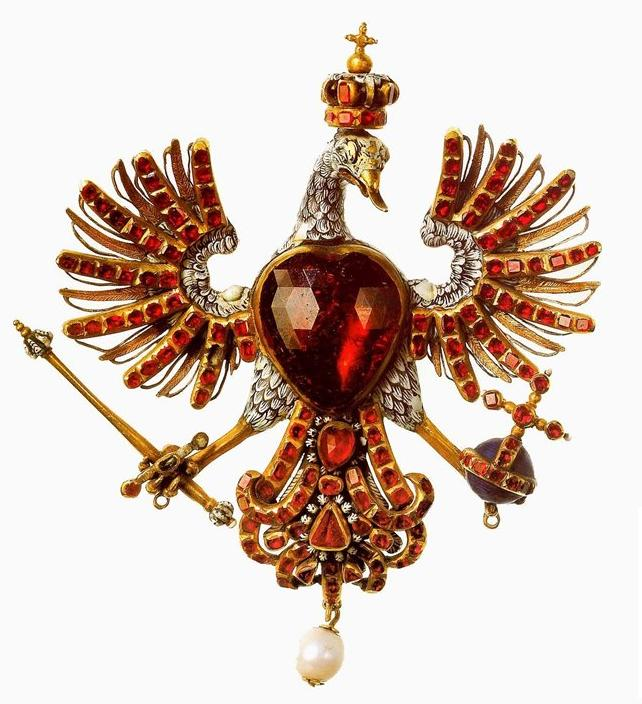
Aquila reale della Corona di Polonia in una versione dorata con un rubino sul ventre